# Barão do Passé
Barão do Passé é um título nobiliárquico brasileiro criado por D. Pedro II do Brasil, por decreto de 2 de junho de 1862, a favor de Antônio da Rocha Pita Argolo.
Titulares
1. Antônio da Rocha Pita Argolo – 1.º visconde com grandeza e conde do Passé;
2. Francisco Antônio Rocha Pita e Argolo – filho do anterior, 2.º visconde do Passé.